# Sân vận động Bingo
Sân vận động Bingo (広島県立びんご運動公園陸上競技場) là một sân vận động đa chức năng nằm ở  thành phố Onomichi, tỉnh Hiroshima, Nhật Bản. Nơi đây chủ yếu được sử dụng cho các trận đấu bóng đá và là nơi tổ chức AFC Asian Cup 1992. Sân hiện có sức chứa 10,000 khán giả.